# UFC Fight Night: Hunt vs. Nelson
UFC Fight Night: Hunt vs. Nelson (também conhecido como UFC Fight Night 52) é um evento de artes marciais mistas promovido pelo Ultimate Fighting Championship, é esperado para ocorrer em 20 de setembro de 2014 no Saitama Super Arena em Saitama, Japão.

## Background
O evento será o terceiro da organização a acontecer em Saitama, seguido do UFC 144: Edgar vs. Henderson em Fevereiro de 2012 e UFC on Fuel TV: Silva vs. Stann em Março de 2013.
O evento é esperado para ter como evento principal a luta de pesados entre Roy Nelson e Mark Hunt.
O peso pena Tatsuya Kawajiri era esperado para lutar contra Darren Elkins, mas foi retirado do evento com um descolamento da retina.
Chris Cariaso era esperado para enfrentar Kyoji Horiguchi no evento, porém, Cariaso foi movido para uma luta contra o campeão Demetrious Johnson. A promoção ainda procura um substituto para enfrentar Horiguchi.
Kyle Noke era esperado para enfrentar Yoshihiro Akiyama no evento, no entanto, uma lesão tirou Noke do evento e ele foi substituído por Amir Sadollah.
Urijah Faber era esperado para enfrentar Masanori Kanehara no evento, no entanto, Faber se retirou da luta com uma lesão e foi substituído por Alex Caceres.

## Bônus da Noite
- Luta da Noite:  Kyung Ho Kang vs.  Michinori Tanaka
- Performance da Noite:  Mark Hunt e  Johnny Case